# Timioderus peridentatus
Timioderus peridentatus är en stekelart som beskrevs av John M. Heraty 1994. Timioderus peridentatus ingår i släktet Timioderus och familjen Eucharitidae. Inga underarter finns listade i Catalogue of Life.